# Luca Oyen
Luca Oyen (Nottingham, Inglaterra, 14 de marzo de 2003) es un futbolista belga. Juega de centrocampista y su equipo es el K. R. C. Genk de la Primera División de Bélgica.

## Trayectoria
Oyen debutó profesionalmente con el K. R. C. Genk el 9 de agosto de 2020 en la Primera División de Bélgica en la victoria por 2-1 ante el Zulte Waregem.

## Selección nacional
Nacido en Inglaterra de padres belgas, Oyen se mudó con su familia a Bélgica a temprana edad. Es internacional en categorías inferiores con Bélgica.

## Estadísticas
Actualizado al último partido disputado el 18 de abril de 2025.
| Club                    | Div.          | Temporada     | Liga  | Liga  | Copas nacionales(1) | Copas nacionales(1) | Copas internacionales(2) | Copas internacionales(2) | Total | Total |
| Club                    | Div.          | Temporada     | Part. | Goles | Part.               | Goles               | Part.                    | Goles                    | Part. | Goles |
| ----------------------- | ------------- | ------------- | ----- | ----- | ------------------- | ------------------- | ------------------------ | ------------------------ | ----- | ----- |
| K. R. C. Genk · Bélgica | 1.ª           | 2020-21       | 20    | 0     | 1                   | 0                   | ―                        | ―                        | 21    | 0     |
| K. R. C. Genk · Bélgica | 1.ª           | 2021-22       | 26    | 2     | 2                   | 0                   | 3                        | 0                        | 31    | 2     |
| K. R. C. Genk · Bélgica | 1.ª           | 2022-23       | 6     | 0     | 0                   | 0                   | ―                        | ―                        | 6     | 0     |
| Jong Genk · Bélgica     | 2.ª           | 2022-23       | 2     | 0     | ―                   | ―                   | ―                        | ―                        | 2     | 0     |
| K. R. C. Genk · Bélgica | 1.ª           | 2023-24       | 15    | 1     | 2                   | 0                   | 5                        | 0                        | 22    | 1     |
| K. R. C. Genk · Bélgica | 1.ª           | 2024-25       | 2     | 0     | 1                   | 0                   | ―                        | ―                        | 3     | 0     |
| K. R. C. Genk · Bélgica | Total club    | Total club    | 69    | 3     | 6                   | 0                   | 8                        | 0                        | 83    | 3     |
| Jong Genk · Bélgica     | 2.ª           | 2024-25       | 11    | 1     | ―                   | ―                   | ―                        | ―                        | 11    | 1     |
| Jong Genk · Bélgica     | Total club    | Total club    | 13    | 1     | 0                   | 0                   | 0                        | 0                        | 13    | 1     |
| Total carrera           | Total carrera | Total carrera | 82    | 4     | 6                   | 0                   | 8                        | 0                        | 96    | 4     |

## Palmarés

### Títulos nacionales
| Título          | Club          | País    | Año  |
| --------------- | ------------- | ------- | ---- |
| Copa de Bélgica | K. R. C. Genk | Bélgica | 2021 |

## Vida personal
Oyen es hijo del exfutbolista e internacional por Bélgica, Davy Oyen.